# Bisdom San Rafael

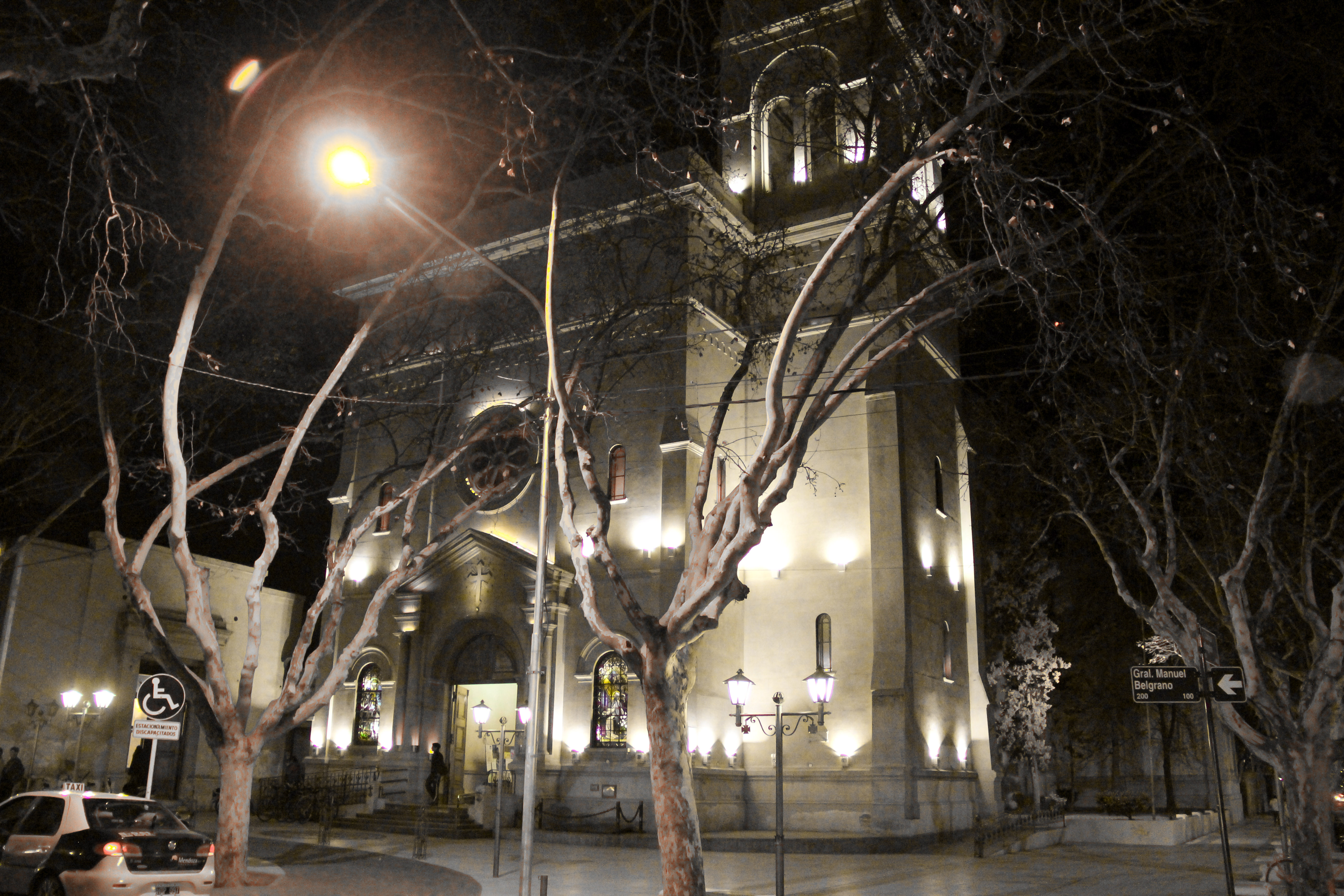
De kathedraal van San Rafael

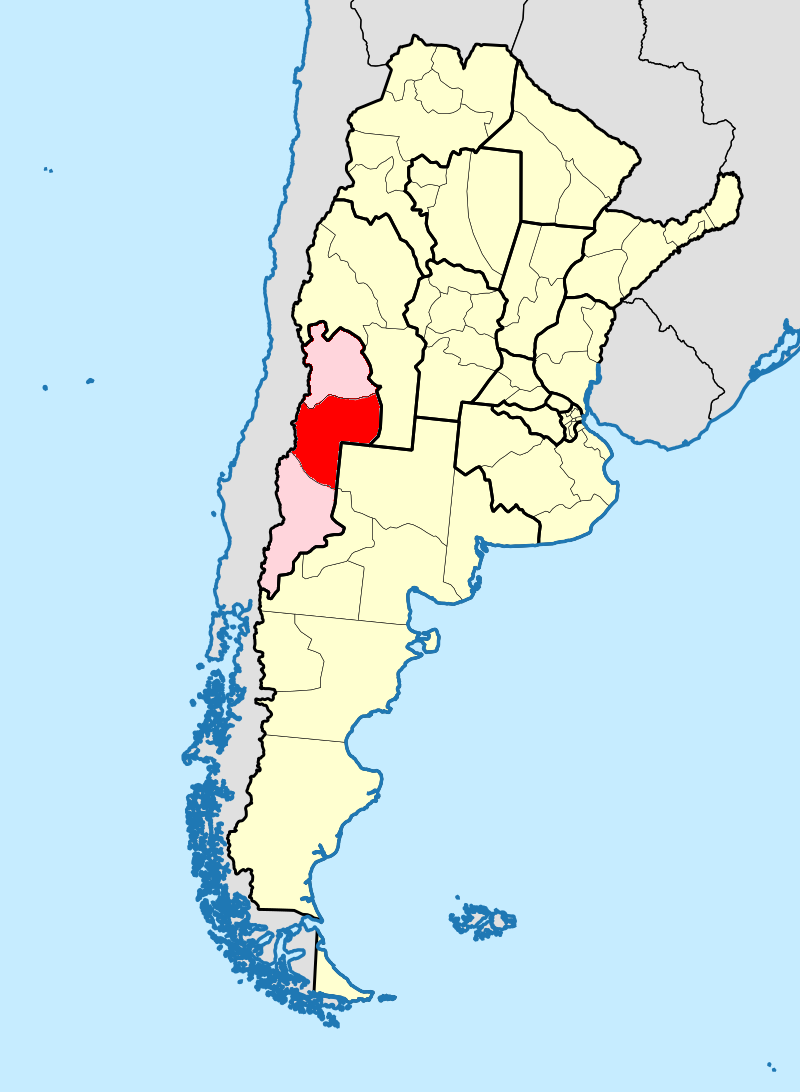
Het bisdom (rood) binnen de kerkprovincie Mendoza

Het bisdom San Rafael (Latijn: Dioecesis Fororaphaëliensis) is een rooms-katholiek bisdom met als zetel San Rafael in Argentinië. Het bisdom is suffragaan aan het aartsbisdom Mendoza. Het bisdom werd opgericht in 1961.
In 2020 telde het bisdom 30 parochies. Het bisdom heeft een oppervlakte van 87.286 km² en telde in 2020 295.000 inwoners waarvan 85% rooms-katholiek waren. 

## Bisschoppen
- Raúl Francisco Primatesta (1961-1965)
- Jorge Carlos Carreras (1965-1969)
- Oscar Félix Villena (1970-1972)
- León Kruk (1973-1991)
- Jesús Arturo Roldán (1991-1996)
- Guillermo José Garlatti (1997-2003)
- Eduardo Maria Taussig (2004-2022)
- vacant

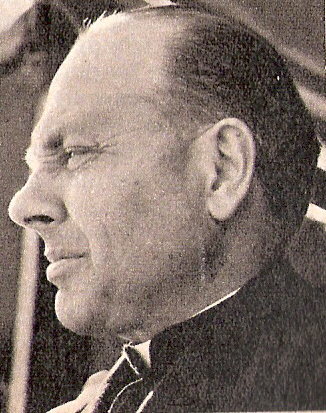
Raúl Francisco Primatesta
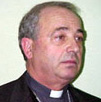
Guillermo José Garlatti

Mendoza (aartsbisdom) · Neuquén · San Rafael